# Aminata Touré (Politikerin, 1992)

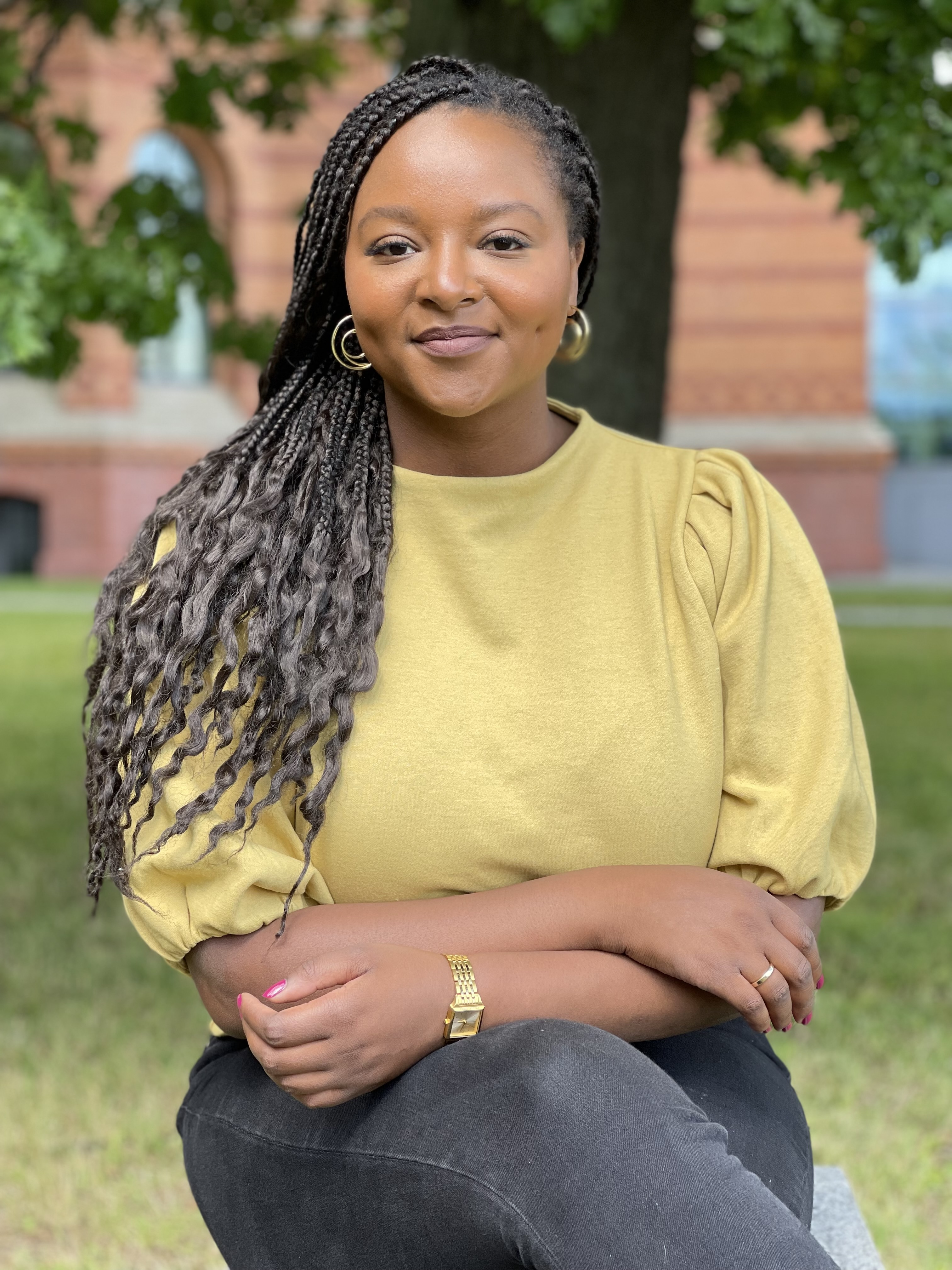
Aminata Touré (2021)

Aminata Touré (* 15. November 1992 in Neumünster) ist eine deutsche Politikerin (Bündnis 90/Die Grünen) und seit dem 29. Juni 2022 die Ministerin für Soziales, Jugend, Familie, Senioren, Integration und Gleichstellung im Kabinett Günther II. Seit dem 1. August 2024 ist sie zudem stellvertretende Ministerpräsidentin von Schleswig-Holstein. Sie ist Deutschlands erste afrodeutsche Ministerin. Von 2017 bis 2022 war sie Mitglied und von 2019 bis 2022 Vizepräsidentin des Schleswig-Holsteinischen Landtages.

## Leben
Ihre malischen Eltern flohen nach dem Putsch in Mali 1991 nach Deutschland. Touré lebte mit ihrer Familie zunächst in einer Gemeinschaftsunterkunft, die Familie befand sich laut Eigenangaben lange in Kettenduldungen und bekam nach zwölf Jahren deutsche Pässe. Als Touré 13 Jahre alt war, verließ der Vater die Familie. Die Mutter, deren Studienabschluss in Deutschland nicht anerkannt wurde, zog ihre vier Töchter danach alleine groß.
Nach dem Abitur 2011 an der Gemeinschaftsschule Faldera in Neumünster begann Touré ein Studium der Politikwissenschaft und Französischen Philologie an der Christian-Albrechts-Universität zu Kiel, das sie 2016 mit dem Bachelor abschloss. Ein Auslandssemester verbrachte sie 2013/2014 an der spanischen Universität Complutense Madrid.
Aminata Touré heiratete 2018, das Paar lebt getrennt. Sie lebt mittlerweile in einer neuen Beziehung. Touré ist Mutter einer Tochter.

## Politische Tätigkeit

### Partei
Im Jahr 2012 wurde Touré Mitglied der Grünen Jugend Kiel, zu deren Sprecherin sie 2013 gewählt wurde. Von 2014 bis 2017 war sie Mitarbeiterin der grünen Bundestagsabgeordneten Luise Amtsberg, zunächst als studentische Hilfskraft, dann als persönliche Referentin / wissenschaftliche Mitarbeiterin. Von 2013 bis 2017 war sie Sprecherin der Landesarbeitsgemeinschaft Migration und Flucht im Landesverband von Bündnis 90/Die Grünen. 2016 wurde sie als Beisitzerin in den Vorstand von Bündnis 90/Die Grünen Schleswig-Holstein gewählt. Dieses Amt übte sie bis zur Landtagswahl 2017 aus.

### Landtagsabgeordnete (2017–2022)
Zur Landtagswahl 2017 trat Touré im Landtagswahlkreis Neumünster für ihre Partei an. Auf der Landesliste nahm sie Platz 11 ein. Bündnis 90/Die Grünen erzielten aufgrund ihres Zweitstimmenanteils zehn Sitze, die durchgängig durch die Landesliste zu besetzen waren. Als Monika Heinold zur Finanzministerin ernannt wurde und ihr Mandat niederlegte, rückte Touré für sie nach.
In der 19. Wahlperiode agierte Touré als Sprecherin für Antirassismus, Flucht und Migration, Frauenpolitik und Gleichstellung, Queerpolitik, Religion sowie Katastrophenschutz und Rettungsdienste. Sie gehörte dem Innen- und Rechtsausschuss, dem Parlamentarischen Untersuchungsausschuss und als stellvertretendes Mitglied dem Petitionsausschuss an.
Als antirassismuspolitische Sprecherin wirkte sie maßgeblich am Zustandekommen des Landesaktionsplans gegen Rassismus des Landes Schleswig-Holstein mit.

### Vizepräsidentin im schleswig-holsteinischen Landtag (2019–2022)
Nachdem Tourés Fraktionskollege Rasmus Andresen bei der Wahl des Europäischen Parlaments im Juni 2019 ins Europaparlament gewählt wurde und sein Amt als Vizepräsident des Landtags niederlegte, wählte der Landtag sie am 28. August 2019 zu seiner Nachfolgerin. Sie hatte das Amt bis Juni 2022 inne und war damit die erste afrodeutsche und zugleich jüngste Vizepräsidentin eines deutschen Landtages.

### Sozialministerin nach der Landtagswahl 2022
Im November 2021 benannten Bündnis 90/Die Grünen Touré und Heinold zum Spitzenduo für die Landtagswahl 2022. Heinold wäre bei einem Wahlsieg als Ministerpräsidentin vorgesehen gewesen. Bei der Landtagswahl, bei der die Partei mit Touré auch das Thema soziale Gerechtigkeit in den Fokus rückte, konnten Bündnis 90/Die Grünen mit 18,3 Prozent der Zweitstimmen ihr bis dahin bestes Ergebnis in Schleswig-Holstein erzielen und wurden nach der CDU zweitstärkste Kraft.
Nach der Landtagswahl 2022 zog Touré schließlich über die Landesliste in den Landtag ein. Am 29. Juni 2022 wurde sie zur Ministerin für Soziales, Jugend, Familie, Senioren, Integration und Gleichstellung im Kabinett Günther II ernannt und legte ihr Landtagsmandat nieder. Mit Touré stellen Bündnis 90/Die Grünen erstmalig eine Sozialministerin Schleswig-Holstein.
Am 1. August 2024 übernahm Touré zudem das Amt der stellvertretenden Ministerpräsidentin des Landes Schleswig-Holstein im Kabinett Günther II von der bisherigen Amtsinhaberin Monika Heinold.

## Politische Positionen

### Asyl- und Migrationspolitik
Als flüchtlingspolitische Sprecherin der Grünen im Landtag zeigte sich Aminata Touré als erklärte Gegnerin des Systems der Abschiebehaft.
Nach einer gescheiterten Bundesratsinitiative der schleswig-holsteinischen Jamaika-Regierung im Frühjahr 2021, um Abschiebehaft für Minderjährige zu verbieten, war das Land Schleswig-Holstein gezwungen, gemeinsam mit Hamburg und Mecklenburg-Vorpommern eigene Abschiebehafteinrichtungen in Glückstadt zu errichten. Zuvor hatte Schleswig-Holstein Menschen in Abschiebehafteinrichtungen anderer Bundesländer unterbringen müssen.
Die Initiative fand große Unterstützung bei Pro Asyl, Landesflüchtlingsräten und weiteren Hilfsorganisationen.
Von einem Wechsel der Bundesregierung nach der Bundestagswahl 2021 erhoffte sich Touré einen Paradigmenwechsel in der Asyl- und Migrationspolitik.
Im Zuge der Koalitionsverhandlungen setzten sich Bündnis 90/Die Grünen unter der Federführung von Aminata Touré dafür ein, sowohl die Gleichstellungs- als auch die Migrationspolitik zukünftig im Sozialministerium zu verorten.
Um die Kommunen bei der Unterbringung von Geflüchteten zu entlasten, verdoppelte die Landesregierung in Tourés bisheriger Amtszeit die Zahl der Plätze in den Erstaufnahmeeinrichtungen von 4300 im Juni 2022 auf 8500 Plätze im November 2024. In mehreren Vereinbarungen mit den Kommunalen Landesverbänden sowie zwei Spitzengesprächen wurden Vereinbarungen zur finanziellen Entlastung der Kommunen bei der Unterbringung von Geflüchteten getroffen.
Am 23. Juli 2024 verabschiedete das Kabinett die Integrationsstratgie des Landes Schleswig-Holstein, die kurz- und langfristige Maßnahmen beinhaltet, um die Integration und gesellschaftliche Teilhabe von Geflüchteten und Menschen mit Migrationshintergrund weiter zu stärken.
Ein wichtiger Bestandteil Tourés Migrationspolitik ist die Arbeitsmarktintegration von Geflüchteten, möglichst rasch nach ihrer Ankunft. Hierzu stellte Touré im April, in Zusammenarbeit mit dem Landesamt für Zuwanderung und Flüchtlinge (LaZuF) und der Regionaldirektion Nord der Bundesagentur für Arbeit, das Pilotprojekt zum Kompetenzscreening in den Landesunterkünften Rendsburg und Boostedt vor. Das Kompetenzscreeening soll zukünftig auf weitere Landesunterkünfte ausgeweitet werden.

### Kitapolitik
Als eine der ersten Handlungen im neuen Amt stellte Touré im Herbst 2022 die Fachkräfte-Stärken-Strategie vor, um mehr Fachkräfte für Kitas zu gewinnen. Kurzfristig wurde der Einstieg für Helfende Hände zur Entlastung des Fachpersonals, die Möglichkeit Sozialpädagogische Assistentinnen und -Assistenten (SPA) als Gruppenleitung einsetzen zu können und die Erleichterung des Quereinstiegs umgesetzt. Außerdem wurde die Kapazität der praxisintegrierten Ausbildungsplätze (PiA) von rund 350 auf 800 erhöht, seit 2024 investiert das Land jährlich 10 Mio. Euro zusätzlich in diesem Bereich.
Unter der Jamaika-Regierung aus CDU, Grünen und FDP wurde eine große Kita-Reform auf den Weg gebracht. Bereits damals wurde eine Evaluation der Ergebnisse vereinbart. Auf Basis der Evaluationsergebnisse und aus persönlichen Gesprächen mit Eltern, Fachkräften, Trägern und Kommunen, wurden die Handlungsfelder Verlässlichkeit in der Kindestagesbetreuung, Verbesserung der Fachkräfte-Situation und eine faire Finanzierung zwischen Land, Kommunen und Eltern als besonders dringlich definiert.
Trotz angespannter Haushaltslage gelang mit der Anpassung des Kita-Gesetzes die Schließung der Finanzierungslücke von 110 Mio. Euro ohne eine Erhöhung der Elternbeiträge. Mit 758 Mio. Euro gibt Schleswig-Holstein nun so viel Geld wie noch in das Kita-System. Um Verlässlichkeit in der Betreuung zu verbessern, wurde der bisherige starre Betreuungsschlüssel durch einen neuen flexiblen Anstellungsschlüssel ersetzt.

### Jugendpolitik
Das Kabinett Günther II hat sich im Koalitionsvertrag im Abschnitt „Kinder und Jugendliche“ zu zahlreichen konkreten Maßnahmen verpflichtet. Als Sozialministerin möchte Touré die Jugendbeteiligung im Land stärken. Dazu möchte sie eine jugendpolitische Strategie für Schleswig-Holstein entwickeln bei der „Interessen und Bedürfnisse von Kindern und Jugendlichen im Mittelpunkt stehen“. Außerdem soll die Etablierung einer legitimierten Kinder- und Jugendvertretung im Landtag geprüft werden.

## Buch
- Wir können mehr sein. Die Macht der Vielfalt. Kiepenheuer & Witsch, Köln 2021, ISBN 978-3-462-00061-0.
  - Hörbuch: Wir können mehr sein. (Autorenlesung), Argon Verlag, Berlin 2021, ISBN 978-3-7324-5659-8.